# Gabe Pruitt
Gabe Pruitt (ur. 19 kwietnia 1986) – amerykański koszykarz, występujący na pozycjach rozgrywającego lub rzucającego obrońcy, mistrz NBA z 2008, obecnie zawodnik Sukhbaatar Alians Tekh.
W 2004 został zaliczony do IV składu Parade All-American (najlepszych zawodników szkół średnich w USA).
Przez trzy lata grał na uczelni Southern California. Wybrany z 32 numerem draftu 2007 przez Boston Celtics. W swoim debiutanckim sezonie zdobył mistrzostwo NBA. 
14 lutego 2018 został zawodnikiem mongolskiego Sukhbaatar Alians Tekh.

## Osiągnięcia
Stan na 16 lutego 2018, na podstawie, o ile nie zaznaczono inaczej.
NCAA
- Uczestnik rozgrywek Sweet 16 turnieju NCAA (2007)
- Zaliczony do:
  - I składu:
    - Pac-10 (2006)
    - najlepszych pierwszorocznych zawodników Pac-10 (2005)
    - turnieju Pac-10 (2007)

  - składu Honorable-Mention Pac-10 (2007)

NBA
- Mistrz NBA (2008)

Indywidualne
- MVP 1. kolejki ligi greckiej (2013/2014)